# Iso-Naakkima
Iso-Naakkima är en sjö i kommunen Pieksämäki och S:t Michel i landskapet Södra Savolax i Finland. Sjön ligger 111,2 meter över havet. Arean är 11,17 kvadratkilometer och strandlinjen är 31,2 kilometer lång. Sjön  ingår i Kymmene älvs huvudavrinningsområde.   Den ligger drygt 10 km söder om Pieksämäki centrum, omkring 52 kilometer norr om S:t Michel och omkring 250 kilometer nordöst om Helsingfors. Sjön avrinner från sin mellersta del genom älvarna Sahinjoki/Maurunjoki och Naarajoki till sjön Niskajärvi och vidare till Kyyvesi i Mäntyharjustråten (Kymmene älvs vattendrag).
De största öarna är Kimarinsaari, Mähönsaari och Salonsaari. Andra är Tuomarinsaari, Keltiäissaari och Isosaari. 
Nordöst om Iso-Naakkima ligger Pieni-Naakkima. Väster om Iso-Naakkima ligger Vehvaa och Niskajärvi. 

## Nedslagskrater

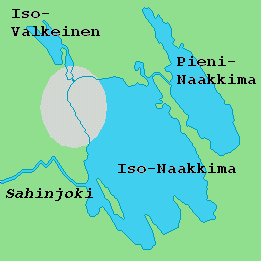
Iso-Naakkima med kraterområdet i grått

Iso-Naakkima identifierades år 1989 som den fjärde nedslagskratern i Finland. Åldern på kratern tros vara minst 900 Ma (miljoner år), men man antar att den är t.o.m. 1200 Ma gammal. Vid tiden för nedslaget var området en del av kontinenten Baltika, som då låg vid ekvatorn.
Kratern är ett astroblem då den är kraftigt eroderad. Inget av kratern syns på marknivå, den ligger delvis under den nordvästra delen av Iso-Naakkima sjö. Med geofysikaliska metoder har kratern kartlagts: diametern är 2–3 km. Den är ca 160 m djup och är fylld med kvartär sediment .